# Атриовентрикуларни блок
Атриовентрикуларни блок (АВ блок) је тип срчаног блока који се јавља када је оштећен електрични сигнал који путује од преткомора, или горњих комора срца, до комора или доњих комора срца. Нормално, синоатријални чвор (СА чвор) производи електрични сигнал за контролу брзине откуцаја срца. Електрични сигнал који путује од СА чвора до срчаних комора кроз атриовентрикуларни чвор (АВ чвор) у АВ блоку, је или одложен или потпуно блокиран. Када је сигнал потпуно блокиран, коморе саме производе сопствени електрични сигнал за контролу брзине откуцаја срца. Међутим тај пулс који производе коморе много је спорији од пулса који производи СА чвор.
Неки АВ блокови су доброчудни (бенигни) или нормални код одређених људи, као што су спортисти или деца. Остали АВ блокови су патолошки или абнормални и имају неколико узрока, укључујући исхемију, инфаркт, фиброзу и лекове.

## Релевантна физиологија срца
Синхронизована контракција срца се дешава путем добро координисаног пута за кретање електричног сигнала. Почетни електрични сигнал потиче из СА чвора који се налази у горњем делу десне преткомора. Електрични сигнал из овог чвора путује кроз десну и леву преткомору и узрокује њихову  истовремено контрахују. Ова истовремена контракција доводи до P таласа који се види на ЕКГ.
Електрични сигнал затим путује до АВ чвора који се налази на доњем делу интератријалног септума. У АВ чвору долази до кашњења електричног сигнала, што омогућава да се преткомора контрахује и крв тече из преткомора у коморе. Ово кашњење узима у обзир ЕКГ период између P таласа и QRS комплекса, и ствара PR интервал.
Из АВ чворова, електрични сигнал путује кроз Хисов сноп и дели се на десни сноп и леви сноп, који се налазе унутар интервентрикуларног септума. Коначно, електрични сигнал путује у Пуркињеова влакна. Подела сигнала на десни и леви сноп, а затим кроз Пуркињеова влакна омогућава истовремену деполаризацију и контракцију десне и леве срчане коморе. Контракција комора доводи до формирања QRS комплекса који се види на ЕКГ праћењу.
ЕКГ праћење у односу на нормалну деполаризацију и контракцију срца. Црвени траг указује на пут електричне деполаризације. Плаво праћење означава резултирајуће праћење ЕКГ-а (на слици лево).
Након контракције, коморе морају да се реполаризују, или да се ресетују, како би омогућиле другу деполаризацију и контракцију. Реполаризацију на ЕКГ снимку означава Т талас.

## Етиологија
Постоји много узрока АВ блока, у распону од нормалне варијанте међу појединим људима до последица срчаног удара. Често се сматра да су АВ блок првог степена и блок другог степена Мобис I само нормална, бенигна стања код људи и не настају често као резултат озбиљног основног стања.
АВ блок другог степена Мобис II  и АВ блок трећег степена нису нормалне варијанте и повезане су са основним стањем. Уобичајени узроци укључују исхемију (недостатак протока крви и кисеоника до срчаног мишића) или прогресивну фиброзу (претерано плашење) срца.
Такође је могуће да дође до блока високог степена након кардиохируруршке интервенције ако је хирург био у непосредној близини система електричне проводљивости и случајно га повредио. 
Реверзибилни узроци АВ блок другог степена Мобис II и срчаног блока трећег степена укључују нелечену лајмску болест, хипотиреозу, хиперкалемију (висок ниво калијума) и токсичност лекова. Лекови који успоравају провођење електричног сигнала кроз АВ чвор, као што су бета-блокатори, дигоксин, блокатори калцијумских канала и амиодарон, могу изазвати срчани блок ако се узимају у превеликим количинама или ако се нивои у крви постану превисоки.